# Coderno
Coderno is een plaats (frazione) in de Italiaanse gemeente Sedegliano.